# 100%キャイ〜ン!
『100％キャイ〜ン!』（ひゃくぱーせんときゃいーん!）は、2000年4月19日から2002年3月20日までフジテレビ系列で放送されていたバラエティ番組である。キャイ〜ンの冠番組。略称「100キャイ」。

## 概要
主にキャイ〜ンが「100」にまつわる様々な企画に挑戦した。
2001年6月にはテクモによってカードゲーム化され、iモードコンテンツとして提供された。ミニゲームには番組内のミニゲームをモチーフとした「100％ジュース」のほか、「100キャイ相談室」「100キャイDERBY」がある。
2001年4月からは1時間番組に拡大された。
2002年5月1日から9月18日まで『ザ・レターズ〜家族の愛にありがとう』へ内容をリニューアルして放送された。

## 出演者
- キャイ〜ン（ウド鈴木・天野ひろゆき）
- 山口紗弥加（進行）
- 関根勤
- ピーコ
- 黒沢年雄
- 小橋賢児
- ゲスト1名

## 主な企画・コーナー
- 初めてのキャイ〜ン（投稿ビデオコーナー）
- キャイ〜ン100%ジュース

途中で行われるミニゲームコーナー。最初に天野の「ケール（青汁の原料）、○○（色）」と言いながら誰かを差す。差された人は言われた色の野菜や果物の名前を言い、同じように色と人を指名する。（赤→トマト、リンゴ、ニンジン　緑→ピーマン、スイカ、キャベツなど）つっかえたり間違えた人は今までに登場した野菜を全てミックスした100%ジュースを飲まなくてはならない。
- 100キャイ〜ン大図鑑（写真採集企画）

キャイ〜ンが犬や猫などの動物（稀に鳥類や魚類等）100種類をカメラに収めていく（天野とツーショットが条件）。100種類写真に撮るまでは家に帰ることはできない。
- 100秒CM（CM撮影企画）

企業やお店の依頼で100秒間(1分40秒)のCMを天野監督の元制作する。CMには10個のチェックポイントがあり、それらを1つでも失敗するとNG。最初から取り直しとなる。また、100秒に足りなかったり、オーバーした場合もNG。
キャイ〜ン、山口、小橋といったレギュラー陣だけでなく、清水ミチコ、錦野旦、ジャイアント白田といったゲストが参加することもある。
必ず最初はウドの全力疾走から始まり、山口はバトントワリングや水のサーブなどの女性向け。小橋はガソリンを指示ピッタリに入れるなど器用さを問われるチェックポイントが多い。最後は全員による挨拶で終了となる。
天野は1箇所しかチェックポイントが無いにもかかわらず失敗しまくるため「ビビリ天野」と言われることも。
ジャイアント白田登場回（カフェ編）では天野の失敗が重なり、白田が食べられなくなってしまったため初の失敗となった。
後日再挑戦(チャンスは5回)し、天野も監督辞任をかけて自分を追い込みながら見事成功した。
制作された広告は実際の店舗で流れていた。
- スポーティーレストラン

ウド、天野、ゲストの個人戦で、指定されたカロリーを運動して消費する。消費した人から、好きな食べ物を選べるが、指定されたカロリー以上の食べ物を選んだ場合は、その食べ物のカロリー分まで消費しなければ食べられない。1回戦は3品中1品、2回戦は3品中2品が指定したカロリー分の食べ物である。
- 100キャイアマネット通販ウキウキショッピング
- 団地deバンゴ

ウド、天野(ゲストがいる場合もある)に分かれ、団地の家庭を訪問し、事前に各人が指定した料理があればそのマスが開く(指定がかぶったらじゃんけんで決める)。中央はフリーマスとなっており、事前に自分たちで好きな料理を決められた。
通常版では3×3マス、スペシャルでは4×4マスで行われた。
移動は階段を昇り降りするため、ハードな企画と紹介されていた。エレベーターがある団地は通常版では使用可。スペシャルでは使用不可。2軒あったが、故障していた、スペシャルだったため、エレベーターを使うことは無かった。
リーチしたときは、『ダーンチ！』とコールし、ビンゴ達成で、『バンゴ！』とコールする。
先にビンゴした人の勝利で賞品をもらえる。負けた人は罰ゲームとして、訪れた家庭の皿洗いをする。
- 100秒料理（弁当）
- 漢字検定に挑戦シリーズ
ウド鈴木が漢字検定2級に挑戦する様子を描いたドキュメント。企画の開始当初は合格ライン（200点満点で160点以上）に遠く及ばなかったが、番組スタッフが用意した特製の「ウドリル」による勉強を積み重ねた結果、2001年に合格を果たした。
- ウド100個暗唱シリーズ（走れメロス）

記憶力に自信があるウドに対し、黒沢が悪の首領。山口がその手下となり、大好きな天野が処刑（身代りの罰ゲーム）されるのを防ぐため、お題として用意された100個の事柄（天野の携帯メモリー100人など）を短時間で記憶し正確に発表できるかを試した。
毎回、監視役の山口による妨害があった。また成功してもお約束として罰ゲームを受けさせられた。
1度だけ本当に失敗してしまい、その後リベンジとして妨害無しの快適な空間で記憶に挑戦したがそれでも失敗し、同企画は以後行われなくなってしまった。
- 小橋日常会話100ヶ国語（100フレーズ）暗記
- 小学生フラッシュ暗算
- チクリ忍者

チクリ忍者（声：鶴ひろみ）がキャイ〜ンらレギュラー陣に自分の犯したNG・不法行為などを暴露し、それを容疑者であるレギュラー陣に懺悔させる。容疑者の懺悔が終わった後に他のレギュラー陣がチェックし終わった後に判定し、全員マルの場合は何もお仕置きはされないが、一人でもバツの場合は『チクリ忍法』でお仕置きされる。
チクリ忍法とは水浴びの刑であり、これはかつて放送されていたお笑い番組『オレたちひょうきん族』の1コーナー『ひょうきん懺悔室』に類似したものである。
- 教えて!ウド泉総理

ウドが小泉総理(当時)に扮し、出題された政治用語を説明する。間違えたら上から大量の水をかけられる。
- お台場ゲーム

番組の最後に行われるゲーム。天野チームとウドチームに分かれ、フジテレビ社屋を模した模型についている8本(後に6本)の色つきコードを切っていく。1本だけ当たりのコードがあり、それを切ってしまうと負けとなりフジテレビが爆発する。最初は中央で爆発したが、後に負けチームの方に動き爆発するようになった。なお、7本(5本)全て切ることができれば自動的に後攻チームの負けとなる。
最初は完全な運だめしだったが、後にその日のゲストから当たりのコードに関するヒントが出されるようになり、推理と運が要求されるようになった。
- ウドロボゲーム

お台場ゲームの続編。基本的なルールは変わらないが、コードが8本のレバーになったこと。負けると背負っている風船が爆発するようになった。

## スタッフ
- 構成：舘川範雄、鈴木おさむ、樋口卓治、天野慎也
- ブレーン：遠藤みちスケ、中井まろやか
- 美術プロデューサー：小須田和彦、中川詠之
- デザイン：桐山三千代
- 美術進行：足立和彦
- 大道具：豊田哲夫
- 装飾：門間誠
- 衣裳：山口亜希
- 電飾：大木謙二
- アクリル装飾：熊谷好恵
- 視覚効果：藤本茂
- 特殊装置：日下信二
- マルチ：太田和明
- CG：小池秀樹、フレイムグラフィックス、Lefty's
- タイトル：岩崎光明
- TD：障子川雅則
- カメラ：田中祥嗣、蛭田英和
- VE：田中昭博
- 音声：野原章
- 照明：小井手正夫（FLT）、藤井輝夫（プログレッソ）
- 技術協力：スウィッシュ・ジャパン、八峯テレビ、明光セレクト
- 編集：菅野邦大（IMAGICA）
- MA：円城寺暁（IMAGICA）
- 音響効果：古屋暢（4-Legs）
- TK：斉藤裕里
- 広報：矢崎かおり
- 連絡：古賀美由紀
- 制作協力：ビー・ブレーン
- AP：田村朋子
- FD：鮎沢高志
- ディレクター：石井浩二、金子剛、山下浩一、金子傑、星利也（TV BOX）、齋藤直史（TV BOX）
- 演出：坪田譲治、中村肇
- 制作プロデューサー：原田冬彦、西敏也
- プロデューサー：荒井昭博
- 制作：フジテレビ第二制作部（現：フジテレビバラエティ制作センター）
- 制作著作：フジテレビ

## テーマソング
- 100％LOVE（山口紗弥加）[2]
- Toy Ring ～Love Me 100%!～（山口紗弥加） - 番組内で制作過程などが放送され、放送前後において「100万枚売るぞ！」キャンペーン企画が実施された[3]